# Edward Dodwell
Pour les articles homonymes, voir Dodwell.
Edward Dodwell (Dublin, 1767 - Rome, 13 mai 1832), s'est fait connaître comme archéologue anglais.

## Biographie
Riche, il n'eut jamais à travailler pour vivre. Il passa sa vie à voyager avant de s'installer définitivement en Italie, en 1806, où il épousa une femme de trente ans sa cadette.
Il fit ses études au Trinity College à Cambridge, et obtint son BA (équivalent de la licence) en 1800.
Il fit deux grands voyages :

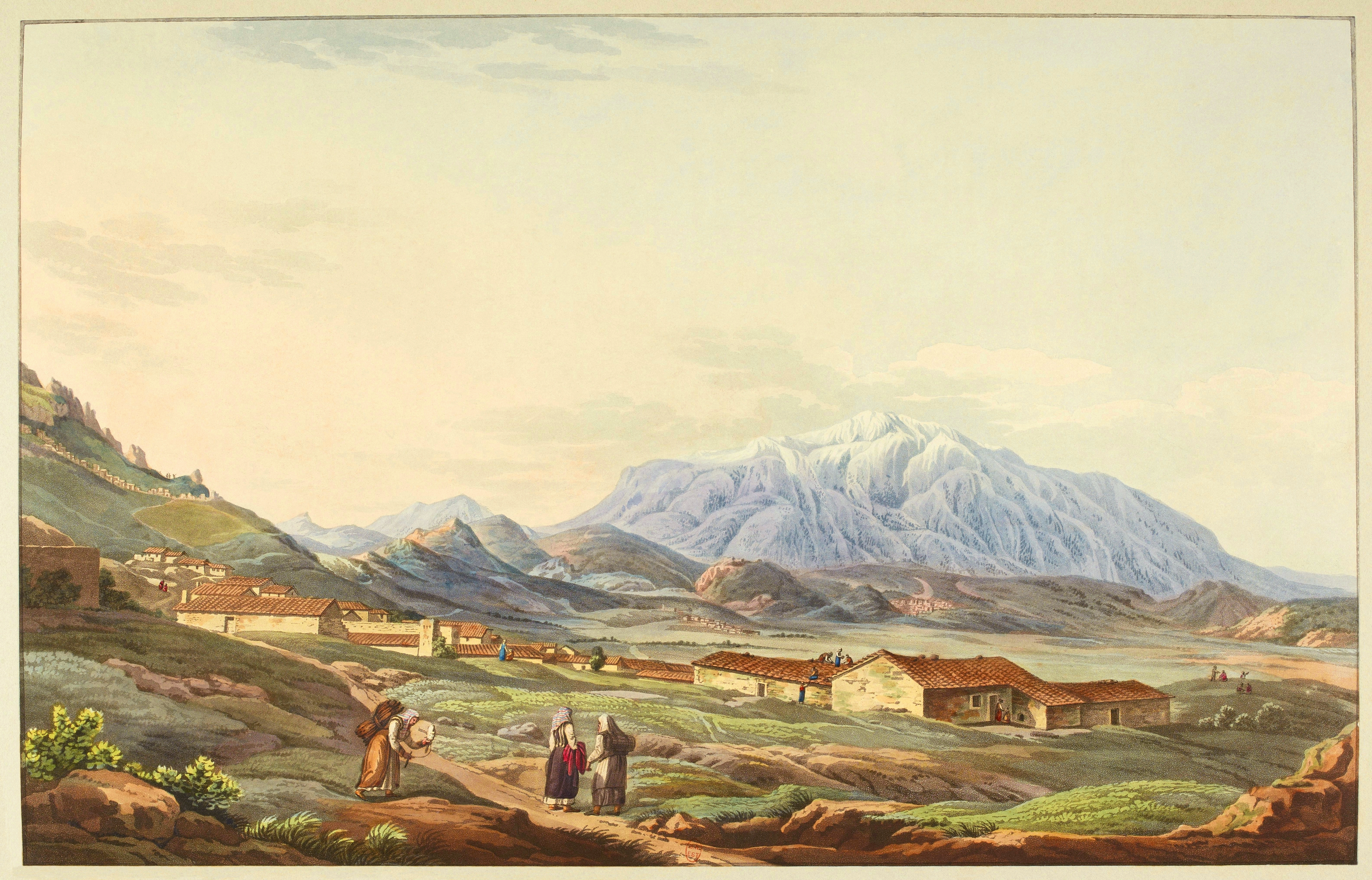
Mont Parnasse en 1821, par Edward Dodwell.

- le premier en 1801. Ses principales étapes furent : Venise (29 avril) ; il arriva à Corfou le 27 mai ; il visita ensuite Ithaque, Patras, la Phocide, la Béotie, Athènes, les îles de l'Égée, Troie et enfin Constantinople.
- l'autre en 1805-1806. Ses principales étapes furent : Messine le 1er février 1805, Zante, Missolonghi le 12 février 1805, Delphes le 28, Chéronée, Thèbes, pour atteindre Athènes le 26 mars ; il visita l'Attique et la Thessalie, puis séjourna à Athènes jusqu'en septembre 1805 ; il était à Égine le 21 septembre 1805, à Salamine le 27, à Éleusis le 30 ; il resta à Athènes jusqu'au 28 novembre 1805 ; on le retrouve à Corinthe le 1er décembre, puis Argos, Mycènes, Épidaure, Poros-Kalauria le 16 décembre 1805 ; il s'installa à Corinthe jusqu'au 3 janvier 1806 ; il visita Olympie le 24 janvier, Messène en février 1806, puis Mégalopolis, le Temple d'Apollon Epicourios de Bassae le 17 février 1806, Sparte le 27, Tégée en mars, Missolonghi le 2 avril, Corfou le 23, Messine le 20 mai, et un retour à Rome le 18 septembre 1806.

Il avait visité Athènes, Égine et le Péloponnèse en compagnie de William Gell. On sait qu'il avait comme autre compagnon de voyage M. Atkins.

En fait, Dodwell était prisonnier de Napoléon, qui l'avait autorisé à voyager. Son voyage fut ainsi écourté car il dut revenir se constituer prisonnier à Rome en 1806.
On a de lui des ouvrages très estimés au XIXe siècle : 
- A Classical and Topographical Tour through Greece during the Years 1801, 1805 and 1806, 1819 ;
- Views in Greece from Drawings., Londres, 1821 ;
- Views and Descriptions of Cyclopean, or Pelasgic Remains, in Greece and Italy, with Constructions of a Later Period, Intended as a Supplement to his Classical and Topographical Tour through Greece during the Years 1801, 1805 and 1806., Londres, 1834 ; traduit en français : Vues et descriptions des constructions cyclopéennes de la Grèce et de l'Italie, avec un texte français, Paris, 1834.

Il avait réalisé lui-même près de 400 dessins et son peintre Pomardi 600.
Il fut aussi un grand collectionneur : il avait une grande collection de monnaies, 115 bronzes et 143 vases.

## Sources
Cet article comprend des extraits du Dictionnaire Bouillet. Il est possible de supprimer cette indication, si le texte reflète le savoir actuel sur ce thème, si les sources sont citées, s'il satisfait aux exigences linguistiques actuelles et s'il ne contient pas de propos qui vont à l'encontre des règles de neutralité de Wikipédia.